# Eddie Money

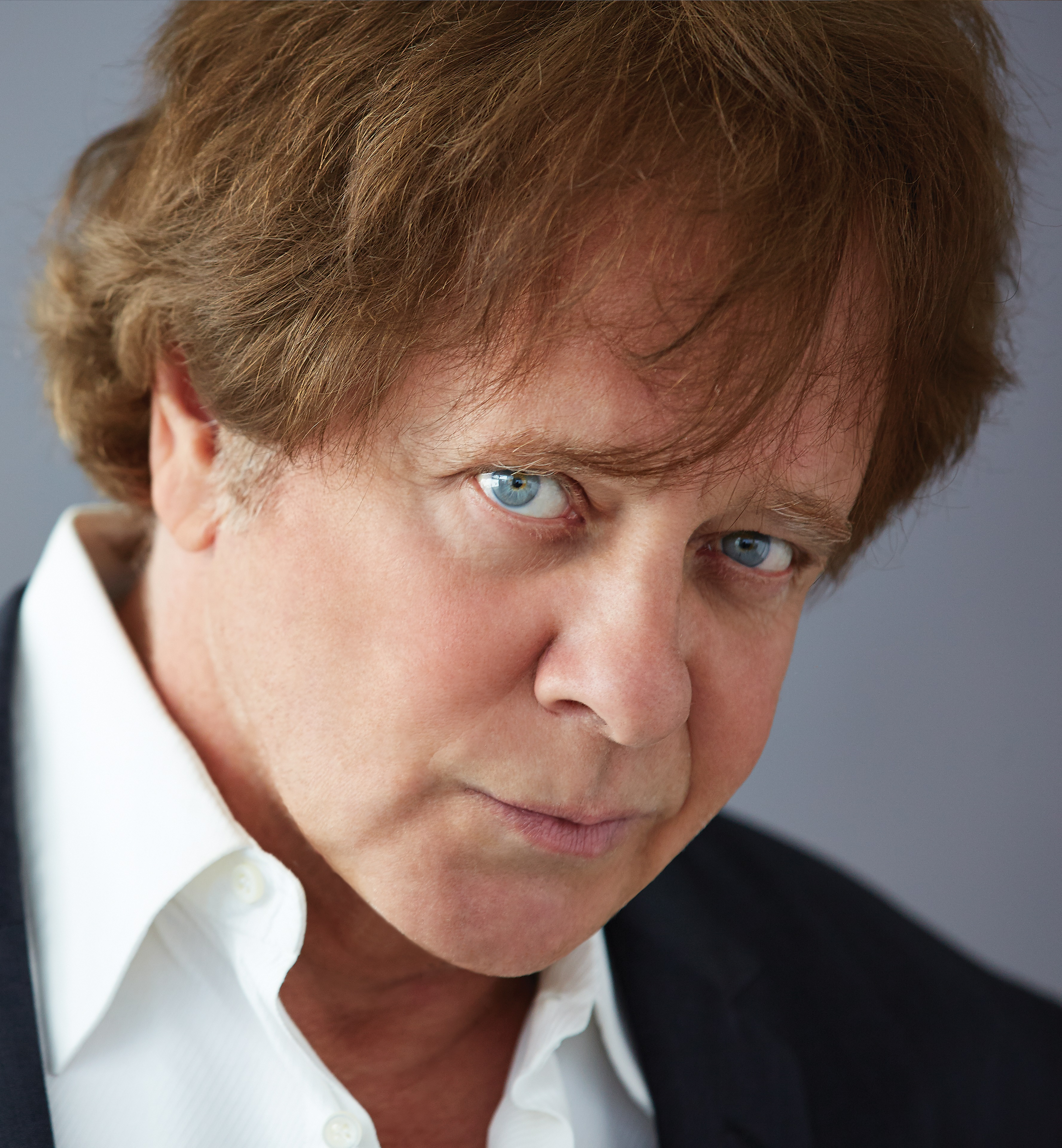
Eddie Money, 2013

Eddie Money, eigentlich Edward Joseph Mahoney (* 21. März 1949 in New York City; † 13. September 2019 in Los Angeles), war ein US-amerikanischer Rocksänger. Zwischen 1978 und 1992 hatte er 23 Hits in den Single-Charts seiner Heimat, darunter die beiden Top-Ten-Hits Take Me Home Tonight (1986) und Walk on Water (1988).

## Leben
In den frühen 1970er Jahren besuchte Edward Mahoney die New York Police Academy, um wie sein Vater Polizeibeamter zu werden. Bald entdeckte er jedoch sein Talent als Sänger und unterschrieb 1976 bei CBS Records einen Plattenvertrag.
Er siedelte nach Berkeley in Kalifornien über. Sein Debütalbum Eddie Money enthielt u. a. das Stück Two Tickets To Paradise, mit dem er Platz 22 in den Billboard Hot 100 erreichte. Im darauffolgenden Jahr schaffte er es mit Baby Hold On auf Platz elf der US-Hitparade. Sein bekanntestes Lied erschien jedoch erst fast ein Jahrzehnt später: 1986 erreichte sein Stück Take Me Home Tonight, das er zusammen mit Ronnie Spector (The Ronettes) aufnahm, in den Billboard-Charts den vierten Platz. Für diese Aufnahme erhielt er auch seine einzige Grammy-Nominierung als „bester Rocksänger“.
Sein letzter Hit war Peace in our time von 1989. Die Alben von 1991 und 1992 wurden mehr oder weniger von der breiten Öffentlichkeit ignoriert und Columbia kündigte ihm deshalb den Vertrag. Trotzdem veröffentlichte er 1999 das Album Ready Eddie.
2007 legte er mit dem Album Wanna go back eine Hommage an den Rock der 1960er Jahre vor, als er als 15-Jähriger noch unter seinem echten Namen Eddie Mahoney mit seiner Band The Grapes of Wrath durch die Lande tourte.
Mit diesem nostalgischen Programm reiste er mit der Eddie Money Band 2007 durch die Staaten. Mehrfach sang er seinen alten Hit Take me home tonight mit seiner Tochter Jessica.
In der Folge Reich für einen Tag der Sitcom King of Queens spielte er sich in einer Gastrolle selbst. Dabei sang er seine Songs Shakin und Save a little Room in your Heart for me live. Der Song Two Tickets To Paradise ist in diesem Zusammenhang ebenfalls einige Male zu hören und knüpft an die Story der Folge an.
Einen weiteren Gastauftritt hatte er 2018 in einer Folge der Netflix-Serie The Kominsky Method, in der er sich selbst spielte.
Am 24. August 2019 gab Money, ein Langzeitraucher, bekannt, dass bei ihm Speiseröhrenkrebs diagnostiziert worden sei. Er starb im September 2019 an der Krankheit und hinterließ eine Frau und fünf Kinder.

## Diskografie

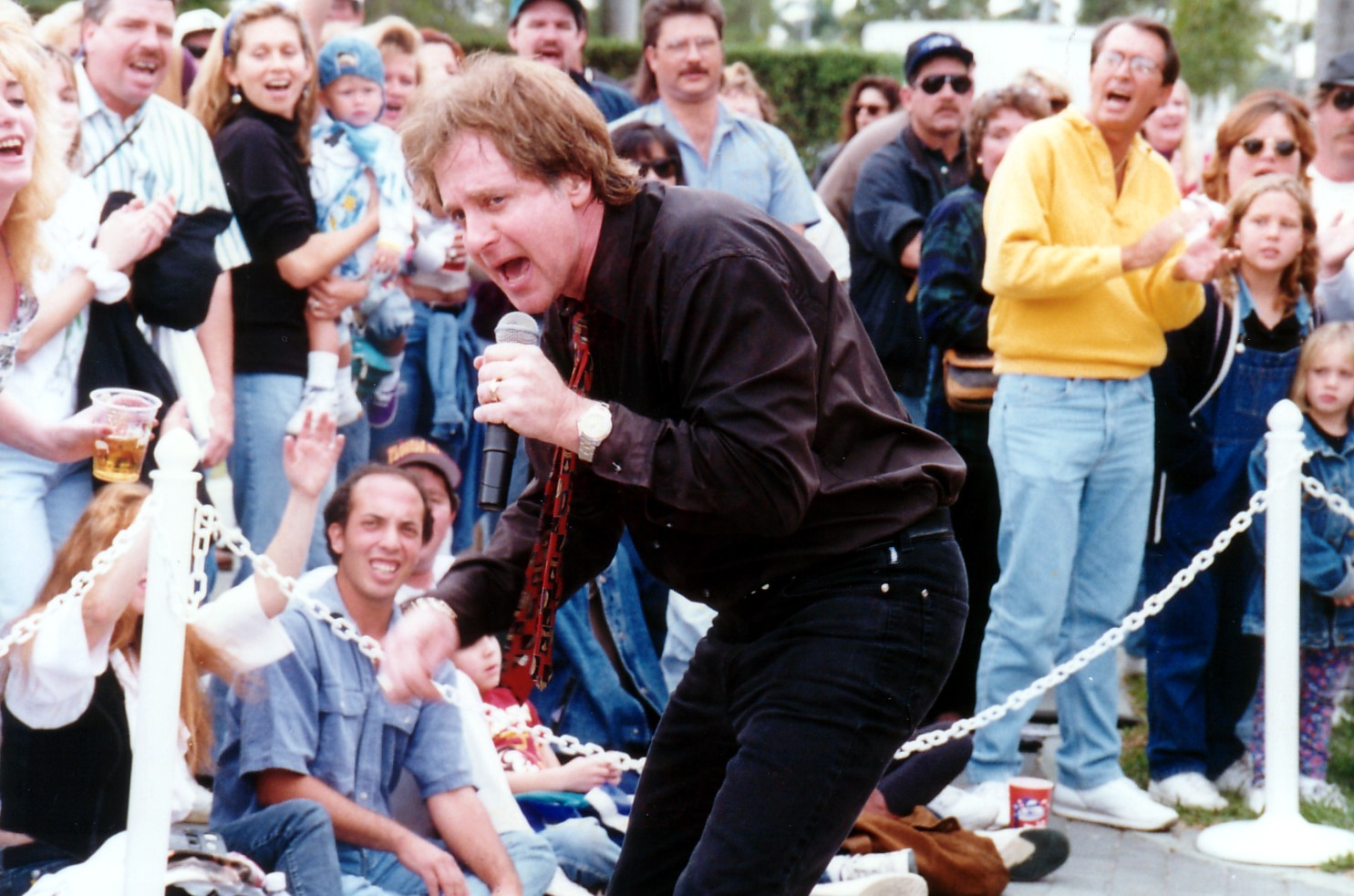
Eddie Money im Gulfstream Park, Hallandale, Florida, 2006

### Alben
| Jahr | Titel               | Höchstplatzierung, Gesamtwochen, AuszeichnungChartsChartplatzierungen (Jahr, Titel, Platzierungen, Wochen, Auszeichnungen, Anmerkungen) | Anmerkungen                |
| Jahr | Titel               | US | Anmerkungen                |
| ---- | ------------------- | --- | -------------------------- |
| 1977 | Eddie Money         | US37 ×2Doppelplatin · (49 Wo.)US | Erstveröffentlichung: 1977 |
| 1979 | Life for the Taking | US17 Platin · (26 Wo.)US | Erstveröffentlichung: 1979 |
| 1980 | Playing for Keeps   | US35 (17 Wo.)US | Erstveröffentlichung: 1980 |
| 1982 | No Control          | US20 Platin · (44 Wo.)US | Erstveröffentlichung: 1982 |
| 1983 | Where’s the Party?  | US67 (19 Wo.)US | Erstveröffentlichung: 1983 |
| 1986 | Can’t Hold Back     | US20 Platin · (58 Wo.)US | Erstveröffentlichung: 1986 |
| 1988 | Nothing to Lose     | US49 (29 Wo.)US | Erstveröffentlichung: 1988 |
| 1991 | Right Here          | US160 (10 Wo.)US | Erstveröffentlichung: 1991 |

Weitere Alben
- 1995: Love and Money
- 1999: Ready Eddie
- 2007: Wanna Go Back

### Kompilationen
| Jahr | Titel                             | Höchstplatzierung, Gesamtwochen, AuszeichnungChartsChartplatzierungen (Jahr, Titel, Platzierungen, Wochen, Auszeichnungen, Anmerkungen) | Anmerkungen                                                       |
| Jahr | Titel                             | US | Anmerkungen                                                       |
| ---- | --------------------------------- | --- | ----------------------------------------------------------------- |
| 1989 | Greatest Hits: The Sound of Money | US53 Gold · (18 Wo.)US | Erstveröffentlichung: November 1989                               |
| 2001 | The Best of Eddie Money           | US48 (1 Wo.)US | Erstveröffentlichung: 24. Juli 2001 Charteinstieg in US erst 2019 |

Weitere Kompilationen
- 1996: Good as Gold
- 1997: Super Hits
- 2003: Let’s Rock & Roll The Place
- 2003: The Essential Eddie Money

### Livealben
- 1997: Shakin’ with the Money Man
- 1998: Greatest Hits Live: The Encore Collection
- 2000: Complete Eddie Money Live

### EPs
- 1992: Unplug It In (Akustik)
- 2009: The Covers EP: Volume One
- 2009: The Covers EP: Volume Two

### Singles
| Jahr | Titel Album                                         | Höchstplatzierung, Gesamtwochen, AuszeichnungChartplatzierungen (Jahr, Titel, Album, Platzierungen, Wochen, Auszeichnungen, Anmerkungen) | Höchstplatzierung, Gesamtwochen, AuszeichnungChartplatzierungen (Jahr, Titel, Album, Platzierungen, Wochen, Auszeichnungen, Anmerkungen) | Anmerkungen        |
| Jahr | Titel Album                                         | DE | US | Anmerkungen        |
| ---- | --------------------------------------------------- | --- | --- | ------------------ |
| 1978 | Baby Hold On Eddie Money                            | — | US11 (20 Wo.)US |                    |
| 1978 | Two Tickets to Paradise Eddie Money                 | — | US22 (14 Wo.)US |                    |
| 1979 | You’ve Really Got a Hold on Me Eddie Money          | — | US72 (8 Wo.)US |                    |
| 1979 | Maybe I’m a Fool Life for the Taking                | — | US22 (13 Wo.)US |                    |
| 1979 | Can’t Keep a Good Man Down Life for the Taking      | — | US63 (5 Wo.)US |                    |
| 1979 | Get a Move On Playing for Keeps                     | — | US46 (8 Wo.)US |                    |
| 1980 | Let’s Be Lovers Again Playing for Keeps             | — | US65 (6 Wo.)US | mit Valerie Carter |
| 1980 | Running Back Playing for Keeps                      | — | US78 (4 Wo.)US |                    |
| 1982 | Think I’m in Love No Control                        | — | US16 (17 Wo.)US |                    |
| 1982 | Shakin’ No Control                                  | — | US63 (9 Wo.)US |                    |
| 1983 | The Big Crash Where’s the Party?                    | — | US54 (11 Wo.)US |                    |
| 1984 | Club Michelle Where’s the Party?                    | — | US66 (7 Wo.)US |                    |
| 1986 | Take Me Home Tonight Can’t Hold Back                | DE59 (6 Wo.)DE | US4 (23 Wo.)US |                    |
| 1986 | I Wanna Go Back Can’t Hold Back                     | — | US14 (21 Wo.)US |                    |
| 1987 | Endless Nights Can’t Hold Back                      | — | US21 (19 Wo.)US |                    |
| 1987 | We Should Be Sleeping Can’t Hold Back               | — | US90 (3 Wo.)US |                    |
| 1988 | Walk on Water Nothing to Lose                       | — | US9 (21 Wo.)US |                    |
| 1989 | The Love in Your Eyes Nothing to Lose               | — | US24 (18 Wo.)US |                    |
| 1989 | Let Me In Nothing to Lose                           | — | US60 (7 Wo.)US |                    |
| 1990 | Peace in Our Time Greatest Hits: The Sound of Money | — | US11 (15 Wo.)US |                    |
| 1991 | Heaven in the Back Seat Right Here                  | — | US58 (8 Wo.)US |                    |
| 1991 | I’ll Get By Right Here                              | — | US21 (20 Wo.)US |                    |
| 1992 | Fall in Love Again Right Here                       | — | US54 (11 Wo.)US |                    |

Weitere Singles
- 1992: She Takes My Breath Away
- 1993: Save A Little Room In Your Heart For Me
- 2008: Gimme Some Water (feat. Vince Gill)

## Auszeichnungen für Musikverkäufe
| Goldene Schallplatte - Kanada - 1987: für das Album Can’t Hold Back Platin-Schallplatte - Kanada - 1978: für das Album Eddie Money - 1979: für das Album Life for the Taking |

Anmerkung: Auszeichnungen in Ländern aus den Charttabellen bzw. Chartboxen sind in ebendiesen zu finden.
| Land/RegionAuszeichnungen für Musikverkäufe (Land/Region, Auszeichnungen, Verkäufe, Quellen) | Gold     | Platin     | Verkäufe  | Quellen         |
| -------------------------------------------------------------------------------------------- | -------- | ---------- | --------- | --------------- |
| Kanada (MC)                                                                                  | Gold1    | 2× Platin2 | 250.000   | musiccanada.com |
| Vereinigte Staaten (RIAA)                                                                    | Gold1    | 5× Platin5 | 5.500.000 | riaa.com        |
| Insgesamt                                                                                    | 2× Gold2 | 7× Platin7 |           |                 |

## Trivia
Eddie Money hat in der Sitcom King of Queens in der Folge „Reich für einen Tag“ einen Gastauftritt, in welchem er sich selbst spielt.